# Elymnias lioneli
Elymnias lioneli är en fjärilsart som beskrevs av Hans Fruhstorfer 1907. Elymnias lioneli ingår i släktet Elymnias och familjen praktfjärilar. Inga underarter finns listade i Catalogue of Life.